# Hans Zimmer & Friends: Diamond in the Desert
Pour plus de détails, voir Fiche technique et Distribution.
Hans Zimmer & Friends: Diamond in the Desert est un documentaire musical américain réalisé par Paul Dugdale et sorti en 2025. Il s'agit d'une captation d'un concert mené par le compositeur Hans Zimmer, entouré de ses musiciens et d’un orchestre, dans plusieurs lieux emblématiques de Dubaï, dont la Coca-Cola Arena et des décors désertiques. Parmi les invités, des figures du cinéma et de la musique, telles que Billie Eilish, Christopher Nolan, Denis Villeneuve, Pharrell Williams, Timothée Chalamet et Zendaya, dialoguent avec Zimmer autour de sa créativité,.

## Synopsis
Le film alterne performances musicales et entretiens. Hans Zimmer dirige des morceaux issus de ses bandes originales, dont celle de Dune, Gladiator, Interstellar, Le Roi lion, The Dark Knight : Le Chevalier noir et Pirates des Caraïbes, dans des mises en scène spectaculaires (dunes, coupole, hôtels de luxe). Il scénarise également des conversations intimes avec ses collaborateurs, explorant son processus créatif et son impact artistique.

## Fiche technique
- Titre original : Hans Zimmer & Friends: Diamond in the Desert
- Réalisation : Paul Dugdale
- Musique : Hans Zimmer
- Sociétés de production : Jerry Bruckheimer Films.
- Pays de production :  États-Unis
- Langue originale : anglais
- Format : couleur
- Genre : documentaire, film musical
- Date de sortie : 2025

## Distribution des rôles
- Hans Zimmer
- Billie Eilish
- Finneas
- Christopher Nolan
- Denis Villeneuve
- Pharrell Williams
- Timothée Chalamet
- Zendaya
- Johnny Marr
- Tanya Lapointe
- Jerry Bruckheimer[2].

## Genèse et production
Le projet, produit par Jerry Bruckheimer et distribué par Trafalgar Releasing, est conçu comme une expérience cinématographique immersive, filmée lors d’une série de représentations limitées débutant le 19 mars 2025. Paul Dugdale, réalisateur reconnu pour ses captations de concerts, signe la mise en scène, tandis que Simon Fisher, Omar Saab et John Featherstone assurent la production exécutive.

## Accueil
Le film reçoit un accueil généralement favorable. Sur Rotten Tomatoes, il obtient un score de 97 %, avec des critiques soulignant l’expérience immersive, le mélange entre émotion et spectacle, et les réflexions artistiques apportées par les interviews. Empire lui attribue une note de 4/5, saluant la puissance évocatrice des compositions de Zimmer, tandis que Collider lui donne une note de 8/10,.